# Alberto Honrubia
Alberto Honrubia Alvariño (nacido el 22 de septiembre de 1964 en Avilés, Asturias) es un exjinete español. Fue seleccionador y entrenador del equipo de salto ecuestre de la Real Federación Hípica Española entre 2021 y 2024.
Alberto Honrubia, junto al caballo 'Kaoua', fue el primer asturiano en ganar el Gran Premio del Concurso de Saltos Internacional de Gijón, en 1983. Participó en los Juegos Olímpicos de Los Ángeles en 1984. Allí hizo un cero que pasó a la historia de la hípica asturiana.
Fue campeón de España de saltos en 1987 y participó en 25 Copas de las Naciones con el equipo español.

## Participaciones en Juegos Olímpicos
- Los Ángeles 1984, cuatrigésimo primero en salto individual y séptimo en salto por equipos.[5]